# 高石かつ枝
高石 かつ枝（たかいし かつえ、1946年（昭和21年）7月18日‐）は昭和期の歌手。本名伊藤 宏子（旧姓山崎 宏子）。
長男の伊藤要は羽田エキスパートエージェンシー代表である。長女の綾子はAayahの芸名でジャズシンガーとして活動。アメリカ在住の次女・愛子とデュエット曲「クロス・トゥ・ユー」をリリースしている。

## 概要
1960年代を代表する青春歌謡歌手の一人で活動期間は1962年（昭和37年）〜1968年（昭和43年）
高石のリリースした作品には、レコード会社所属時期によって特徴が見られる。コロムビア時代は戦前の歌謡曲のカバーと抒情歌的な作品、クラウン時代は青春歌謡、テイチク移籍後は脱アイドル・大人路線、といった傾向である。全期間を通じて、民謡、演歌、コミカルソング、タンゴ調の曲、青春歌謡、抒情歌等、ジャンルが多岐にわたる。全国の地名をモチーフにしたいわゆる”ご当地ソング”が多かった。
高石は、一年余り遅れてデビューした本間千代子とよく対比される。だが、本業が東映女優でもあった本間が、早くからアイドル路線を確立させ若い男性中心に支持を得ていたのに対し、高石は戦前歌謡を知る年齢層をターゲットにスタートしていた
なお、2010年9月に、高石、本間に加えて高田美和を含めた合同カップリングCD（詳細は後記「その後」「脚注」を参照）が発売されている。

## 来歴
神奈川県横須賀市出身。
幼少の頃より童謡歌手としてテイチクで活躍し、1960年（昭和35年）より万城目正歌謡音楽院で本格的に歌謡曲を勉強した（ちなみに、万城目正は、高石のデビュー曲「旅の夜風」の作曲者である）。また、小学校5年生のとき、ある服飾雑誌の少女ファッション・モデルに応募して合格、このときの合格者の中に、小学校4年生だった和泉雅子がいたという。
1962年（昭和37年）、松竹「愛染かつら」の再映画化に際し、ヒロインの名前をとった歌手「高石かつ枝」募集に合格。同映画主題歌「旅の夜風」で日本コロムビアからデビュー。この後、同曲でコンビを組んだ藤原良と数枚のデュエット曲をリリースしている。
1963年（昭和38年）、白川由美主演の東宝映画「林檎の花咲く町」に女子高校生の役で出演し、人気を確立した。彼女が歌う同名の主題歌もヒットし、年末の第14回NHK紅白歌合戦に初出場した。この年、華々しくデビューした舟木一夫が学生服で出場、高石かつ枝もセーラー服で出場して話題になった。
この第14回紅白は映像が現存し、高石の歌唱シーンも含め全編がNHKBS-2で再放送されている。
この年、十和田湖の乙女の像の完成にちなんで作られた詩人・佐藤春夫による「湖畔の乙女」のレコード化が10年目にして企画され、高石かつ枝によりレコーディングされた。佐藤春夫自ら指導するなど、コロムビアも力を入れた企画であったが、高石のクラウン移籍問題で中絶。その後、「湖畔の乙女」は、本間千代子によりリリースされた。又、舟木一夫とのデュエットで「東京新宿恋の町」もレコーディング予定されていたが、同移籍問題で中止となり、結局舟木一夫単独で吹込まれ1964年（昭和39年）4月コロムビアより発売されている。
1964年（昭和39年）2月、北島三郎、五月みどり、小林旭、守屋浩らとともに新興会社・日本クラウンに引き抜かれて移籍。日本クラウン在籍の1年余の期間に16枚のシングルをリリースした。これは、同年デビューした西郷輝彦のシングル発売枚数を上回り、北島三郎と並ぶ実績である。だが、1965年（昭和40年）6月、当時政財界をゆるがせた疑獄事件吹原産業事件の渦中にあった吹原社長から自宅の提供や宝石の贈与、レコード5000枚の買い取りなどを受けていたことが発覚した。6月23日、日本クラウンは契約破棄を通告し、高石は一時芸能活動を自粛した。
その後、テイチクに移り1965年（昭和40年）11月から1968年（昭和43年）9月にかけて十数枚のシングルをリリースした。1968年（昭和43年）、住宅設備機器メーカー（現株式会社銅富）の御曹司だった伊藤祐吉と結婚、芸能界を引退した。伊藤はプロ野球の王貞治の早稲田実業学校時代の同級生で、彼女のショーにゲスト出演した王の仲介があった。
長いブランクを経て、1980年（昭和55年）に「女絵」を、また、1984年（昭和59年）に中国残留孤児を歌った「風の子守唄」をコロムビアから出している。

## その後
芸能活動中断中も、萩本欽一司会の「オールスター家族対抗歌合戦」（フジテレビ系列　日曜20:00〜20:54）など、いくつかの番組にゲスト出演している。また、懐メロ番組にも何度か出演し、「旅の夜風」を霧島昇とデュエットしている（1979年7月「夏の紅白大行進」、1982年12月「年忘れにっぽんの歌」など）。
彼女が準主演してヒットした映画「林檎の花咲く町」は、DVD化されていないため視聴は難しいが、2008年9月にCS放送の日本映画専門チャンネルで放映された。
2010年9月17日に日本コロムビアから、「青春スター〜ときめきのヒロイン〜 本間千代子・高石かつ枝・高田美和」が発売された。高石かつ枝の作品はコロムビア時代の40曲が収録されており、彼女初の本格CD-BOXといえる。       尚、今回のCDには、未発表作品7曲が録音後47年目にして初公開されている。

## ディスコグラフィ

### シングル
| #  | 発売日         | 曲順 | タイトル                 | 作詞                | 作曲       | 編曲       | レーベル        | 規格品番 |
| -- | -------------- | ---- | ------------------------ | ------------------- | ---------- | ---------- | --------------- | -------- |
| 1  | 1962年 8月     | A面  | 乙女の夢は赤い花         | 西條八十            | 万城目正   | 山田宗次郎 | 日本 コロムビア | SA-946   |
| 1  | 1962年 8月     | B面  | アカシヤが好き           | 西沢爽              | 万城目正   | 山田宗次郎 | 日本 コロムビア | SA-946   |
| 2  | 1963年 1月     | A面  | 純情の丘                 | 西條八十            | 万城目正   | 松尾健司   | 日本 コロムビア | SA-1038  |
| 2  | 1963年 1月     | B面  | 湖畔のホテル             | 西條八十            | 万城目正   | 山田宗次郎 | 日本 コロムビア | SA-1038  |
| 3  | 1963年 2月     | A面  | リンゴの花咲く町         | 西條八十            | 上原げんと | 上原げんと | 日本 コロムビア | SA-1059  |
| 3  | 1963年 2月     | B面  | 月の十和田湖             | 西條八十            | 上原げんと | 上原げんと | 日本 コロムビア | SA-1059  |
| 4  | 1963年 3月     | B面  | 水色の風が吹く朝         | 南沢純三            | 竹岡信幸   | 佐伯亮     | 日本 コロムビア | SA-1070  |
| 5  | 1963年 4月     | A面  | うれしい頃は花一ぱい     | 関沢新一            | 古賀政男   | 佐伯亮     | 日本 コロムビア | SA-1084  |
| 6  | 1963年 6月     | A面  | オリーブの島             | 星野哲郎            | 古賀政男   | 佐伯亮     | 日本 コロムビア | SAS-30   |
| 6  | 1963年 6月     | B面  | この花を誰に             | 星野哲郎            | 古賀政男   | 古賀政男   | 日本 コロムビア | SAS-30   |
| 7  | 1963年 8月     | B面  | 私は言うの               | 西沢爽              | 狛林正一   | 狛林正一   | 日本 コロムビア | SAS-70   |
| 8  | 1963年 8月     | A面  | 永良部百合の花           | 山口禎善 武田恵喜光 | 奄美民謡   | 安藤実親   | 日本 コロムビア | SAS-111  |
| 8  | 1963年 8月     | B面  | 島はたのしや             | 青山七郎            | 三界稔     | 三界稔     | 日本 コロムビア | SAS-111  |
| 9  | 1963年 10月    | A面  | 悲しみのタンゴ           | 石本美由起          | 万城目正   | 山田宗次郎 | 日本 コロムビア | SAS-117  |
| 9  | 1963年 10月    | B面  | 小窓に咲く花             | 石本美由起          | 万城目正   | 山田宗次郎 | 日本 コロムビア | SAS-117  |
| 10 | 1964年 2月     | A面  | 感傷日記                 | 関沢新一            | 上原げんと | 上原げんと | 日本 コロムビア | SAS-192  |
| 10 | 1964年 2月     | B面  | 街かどの歌               | 関沢新一            | 上原げんと | 上原げんと | 日本 コロムビア | SAS-192  |
| 11 | 1964年 3月     | A面  | おとめの像               | 松坂直美            | 成田武夫   | 福田正     | 日本 クラウン   | CW-50    |
| 11 | 1964年 3月     | B面  | 花の決死隊               | 松坂直美            | 木村孤童   | 福田正     | 日本 クラウン   | CW-50    |
| 12 | 1964年 3月     | A面  | 夢みるころ               | 松坂直美            | 木村孤童   | 福田正     | 日本 クラウン   | CW-60    |
| 12 | 1964年 3月     | B面  | 箱根山                   | 松坂直美            | 成田武夫   | 福田正     | 日本 クラウン   | CW-60    |
| 13 | 1964年 6月     | A面  | 赤いすももの歌           | 藤ち絵              | 望月弘     | 萩敏郎     | 日本 クラウン   | CW-82    |
| 13 | 1964年 6月     | B面  | リボンと花とスラックス   | 上尾美代志          | 正木よしお | 福田正     | 日本 クラウン   | CW-82    |
| 14 | 1964年 8月     | A面  | 旅愁の丘                 | 能勢英男            | 米山正夫   | 萩敏郎     | 日本 クラウン   | CW-111   |
| 14 | 1964年 8月     | B面  | 白いページの初恋日記     | 能勢英男            | 米山正夫   | 萩敏郎     | 日本 クラウン   | CW-111   |
| 15 | 1964年 8月     | B面  | 若いその日がやって来た   | 星野哲郎            | 米山正夫   | 小杉仁三   | 日本 クラウン   | CW-123   |
| 16 | 1964年 10月    | A面  | そよ風デイト             | 米山正夫            | 米山正夫   | 小杉仁三   | 日本 クラウン   | CW-146   |
| 16 | 1964年 10月    | B面  | 雨の想い出               | 米山正夫            | 米山正夫   | 小杉仁三   | 日本 クラウン   | CW-146   |
| 17 | 1964年 11月    | B面  | 銀色のバレエ             | 有田めぐむ          | 冨田勲     | 冨田勲     | 日本 クラウン   | CW-168   |
| 18 | 1964年 12月    | A面  | すずらんはあの時の花     | 松坂直美            | 越純平     | 越純平     | 日本 クラウン   | CW-175   |
| 18 | 1964年 12月    | B面  | 高原の人                 | 上尾美代志          | 木村孤童   | 越純平     | 日本 クラウン   | CW-175   |
| 19 | 1964年 12月    | A面  | 南国エレジー             | 谷元義男            | 竿田富夫   | 福田正     | 日本 クラウン   | CW-211   |
| 19 | 1964年 12月    | B面  | えらぶ小唄               | 伊集院邦彦          | 宗鳳悦     | 福田正     | 日本 クラウン   | CW-211   |
| 20 | 1965年 1月     | B面  | 九十九島恋しや           | 宇山清太郎          | 竹田喬     | 福田正     | 日本 クラウン   | CW-195   |
| 21 | 1965年 2月     | B面  | としごろ                 | 星野哲郎            | 萩敏郎     | 萩敏郎     | 日本 クラウン   | CW-226   |
| 22 | 1965年 3月     | A面  | 乙女の園よさようなら     | 星野哲郎            | 北原じゅん | 小杉仁三   | 日本 クラウン   | CW-227   |
| 22 | 1965年 3月     | B面  | お姉さんママ             | 星野哲郎            | 北原じゅん | 小杉仁三   | 日本 クラウン   | CW-227   |
| 23 | 1965年 4月     | B面  | 愛し子と共に             | 五味久夫            | 三和完児   | 三和完児   | 日本 クラウン   | CW-256   |
| 24 | 1965年 7月     | A面  | ロバータさあ歩きましょう | 佐々木たづ          | 岩河三郎   | 岩河三郎   | 日本 クラウン   | CW-311   |
| 24 | 1965年 7月     | B面  | ふるさとのロバータ       | 佐々木たづ          | 岩河三郎   | 岩河三郎   | 日本 クラウン   | CW-311   |
| 25 | 1965年 11月    | A面  | 涙の日記                 | 本原雅夫            | 牧野昭一   | 牧野昭一   | テイチク        | SN-286   |
| 25 | 1965年 11月    | B面  | 浪人小唄                 | 門井八郎            | 牧野昭一   | 牧野昭一   | テイチク        | SN-286   |
| 26 | 1966年 2月     | A面  | 君の名を呼ぶ             | 萩原四朗            | 牧野昭一   | 牧野昭一   | テイチク        | SN-306   |
| 26 | 1966年 2月     | B面  | 丘の上の白い校舎         | 萩原四朗            | 上原賢六   | 牧野昭一   | テイチク        | SN-306   |
| 27 | 1966年 3月     | A面  | ささやきのダンス         | 門井八郎            | 牧野昭一   | 牧野昭一   | テイチク        | SN-320   |
| 27 | 1966年 3月     | B面  | 花はふたたび             | 高月ことば          | 上村張夫   | 牧野昭一   | テイチク        | SN-320   |
| 28 | 1966年 4月     | A面  | 大空をみつめて           | 門井八郎            | 牧野昭一   | 牧野昭一   | テイチク        | SN-328   |
| 28 | 1966年 4月     | B面  | カトレアの花は咲いたけど | 牧房雄              | 福島正二   | 福島正二   | テイチク        | SN-328   |
| 29 | 1966年 6月     | A面  | 日傘の中の恋人           | 門井八郎            | 牧野昭一   | 牧野昭一   | テイチク        | SN-363   |
| 29 | 1966年 6月     | B面  | いつまでも愛して         | 小島胡秋            | 奥崎進     | 牧野昭一   | テイチク        | SN-363   |
| 30 | 1966年 7月     | A面  | こっちを向いて           | 門井八郎            | 上村張夫   | 牧野昭一   | テイチク        | SN-374   |
| 30 | 1966年 7月     | B面  | クリスタル・ラブ         | 草刈三枝子          | 牧野昭一   | 牧野昭一   | テイチク        | SN-374   |
| 31 | 1966年 9月     | A面  | あの人は・あの人は       | 門井八郎            | 牧野昭一   | 牧野昭一   | テイチク        | SN-407   |
| 31 | 1966年 9月     | B面  | 花の山脈                 | 門井八郎            | 牧野昭一   | 牧野昭一   | テイチク        | SN-407   |
| 32 | 1967年 1月     | A面  | 二人だけの二人           | 岩谷時子            | 中村八大   | 曽根幸明   | テイチク        | SN-445   |
| 32 | 1967年 1月     | B面  | 生命ある限り             | 岩谷時子            | いずみたく | 曽根幸明   | テイチク        | SN-445   |
| 33 | 1967年 2月     | A面  | 赤い灯の街角             | 丸山環              | 上原賢六   | 福島正二   | テイチク        | SN-460   |
| 33 | 1967年 2月     | B面  | 燈台の町                 | 丸山環              | 上原賢六   | 塩瀬重雄   | テイチク        | SN-460   |
| 34 | 1967年 6月     | A面  | 東京駅でお別れしましょ   | 笠置公平            | 上原賢六   | 山倉たかし | テイチク        | SN-510   |
| 34 | 1967年 6月     | B面  | さよなら桟橋             | 萩原四朗            | 上原賢六   | 塩瀬重雄   | テイチク        | SN-510   |
| 35 | 1967年 10月    | A面  | 新大阪音頭               | 石浜恒夫            | 牧野昭一   | 牧野昭一   | テイチク        | SN-565   |
| 35 | 1967年 10月    | B面  | そやかて好きやねん       | 石浜恒夫            | 戸田治法   | 牧野昭一   | テイチク        | SN-565   |
| 36 | 1968年 2月     | A面  | 車いすの詩               | 波塚恵栄子          | 間島保     | 牧野昭一   | テイチク        | SN-614   |
| 36 | 1968年 2月     | B面  | 知らなかったわ           | 岩谷時子            | 中村八大   | 曽根幸明   | テイチク        | SN-614   |
| 37 | 1968年 9月     | A面  | あなたを求めて           | 小島胡秋            | 伊藤博     | 小谷充     | テイチク        | SN-682   |
| 37 | 1968年 9月     | B面  | 愛のめざめ               | 山本ただし          | 山倉たかし | 山倉たかし | テイチク        | SN-682   |
| 38 | 1980年 9月     | A面  | 女絵                     | 中村泰士            | 中村泰士   | 高田弘     | 日本 コロムビア | AK-698   |
| 38 | 1980年 9月     | B面  | 返してあげる             | 杉山政美            | 中村泰士   | 高田弘     | 日本 コロムビア | AK-698   |
| 39 | 1984年 8月21日 | A面  | 風の子守唄               | 石井鐘三郎          | 山田皓一   | 斉藤恒夫   | 日本 コロムビア | AH-496   |
| 39 | 1984年 8月21日 | B面  | まごころ                 | 吉田旺              | 三木たかし | 斉藤恒夫   | 日本 コロムビア | AH-496   |

#### デュエット・シングル
| 発売日      | デュエット | 曲順 | タイトル                      | 作詞       | 作曲       | 編曲       | レーベル        | 規格品番 |
| ----------- | ---------- | ---- | ----------------------------- | ---------- | ---------- | ---------- | --------------- | -------- |
| 1962年 3月  | 藤原良     | A面  | 旅の夜風                      | 西條八十   | 万城目正   | 松尾健司   | 日本 コロムビア | SA-856   |
| 1962年 3月  | -          | B面  | 悲しき子守唄 (歌：高石かつ枝) | 西條八十   | 竹岡信幸   | 古賀政男   | 日本 コロムビア | SA-856   |
| 1962年 6月  | 藤原良     | A面  | 愛染夜曲                      | 西條八十   | 万城目正   | 松尾健司   | 日本 コロムビア | SA-902   |
| 1962年 6月  | 藤原良     | B面  | 愛染草紙                      | 西條八十   | 万城目正   | 松尾健司   | 日本 コロムビア | SA-902   |
| 1962年 8月  | 藤原良     | B面  | あゝロマンスの夢の国          | 米山正夫   | 米山正夫   | 福田正     | 日本 コロムビア | SA-968   |
| 1962年 9月  | 藤原良     | A面  | 名知らぬ花                    | 石本美由起 | 上原げんと | 上原げんと | 日本 コロムビア | SA-953   |
| 1962年 12月 | 藤原良     | A面  | 愛はほとばしる                | 有田一寿   | 遠藤実     | 山路進一   | 日本 コロムビア | SA-1025  |
| 1963年 3月  | 藤原良     | A面  | 沖縄よいとこ                  | 石本美由起 | 上原げんと | 上原げんと | 日本 コロムビア | SA-1093  |
| 1963年 6月  | 藤原良     | A面  | 海をこえて友よきたれ          | 土井一郎   | 飯田三郎   | 冨田勲     | 日本 コロムビア | SAS-77   |
| 1965年 3月  | 守屋浩     | B面  | スパットリンリン              | 本間一咲   | 北原じゅん | 福田正     | 日本 クラウン   | CW-270   |
| 1966年 6月  | 浜田光夫   | A面  | ここに花咲く                  | 萩原四朗   | 上原賢六   | 塩瀬重雄   | テイチク        | SN-360   |
| 1967年 3月  | 藤田功     | A面  | 涙を母校に                    | 萩原四朗   | 上原賢六   | 山田栄一   | テイチク        | SN-469   |
| 1967年 3月  | -          | B面  | 鳩笛を吹けば (歌：高石かつ枝) | 萩原四朗   | 上原賢六   | 塩瀬重雄   | テイチク        | SN-469   |

#### 企画シングル
| 発売日     | 名義                                | 曲順 | タイトル         | 作詞       | 作曲       | 編曲     | レーベル      | 規格品番 |
| ---------- | ----------------------------------- | ---- | ---------------- | ---------- | ---------- | -------- | ------------- | -------- |
| 1964年 9月 | 高石かつ枝 山内久 佐藤三保子 石田守 | A面  | てんてこママさん | のぶひろし | 越部信義   | 越部信義 | 日本 クラウン | CW-133   |
| 1964年 9月 | 高石かつ枝                          | B面  | そんな朝でした   | のぶひろし | ロシア民謡 | 坪島照信 | 日本 クラウン | CW-133   |

### アルバム
| 発売日        | タイトル                              | レーベル       | 規格   | 規格品番      |
| ------------- | ------------------------------------- | -------------- | ------ | ------------- |
| 1962年11月    | 旅の夜風－高石かつ枝・藤原良 愛唱集－ | 日本コロムビア | LP     | AL-406        |
| 1963年2月     | 高石かつ枝 愛唱集                     | 日本コロムビア | LP     | AL-424        |
| 1963年9月     | 高石かつ枝 愛唱集(第2集)              | 日本コロムビア | LP     | AL-443        |
| 1964年6月     | ゆりかごの歌－高石かつ枝 愛唱童謡集－ | 日本クラウン   | LP     | LW-4002       |
| 1966年10月    | 高石かつ枝「花の歌謡集」              | テイチク       | LP     | ST-32         |
| 2010年8月20日 | 青春スター〜ときめきのヒロイン〜      | 日本コロムビア | CD-BOX | GES-32011〜16 |

### タイアップ曲
| 年     | 楽曲             | タイアップ                                         |
| ------ | ---------------- | -------------------------------------------------- |
| 1962年 | 旅の夜風         | 映画『愛染かつら』主題歌                           |
| 1963年 | リンゴの花咲く町 | 映画『リンゴの花咲く町』主題歌                     |
| 1964年 | てんてこママさん | 東京12チャンネル系ドラマ『てんてこママさん』主題歌 |

## 出演

### 映画
- 林檎の花咲く町（1963年、東宝） - 女子高生「池端真由美」
- われら劣等生（1965年、ワールド・プロモーション） - 女子高生「植竹寿美枝」
- 「青春の言葉」より　風にきけ雲にきけ（1966年、松竹） - ナイトクラブの歌手
- 爆破3秒前（1967年、日活）（DVD有り） - 奈々

### テレビドラマ
- 水戸黄門 ブラザー劇場版 第17話「梅里先生と笛」（1964年、TBS）
- 鉄道公安36号（NET）
  - 第114話「石こうと宝石」（1965年）
  - 第165話「太陽は誰のもの」（1966年）
- われら九人の戦鬼（1966年、NET） - 梨花
- 若さま侍捕物帖（1967年、NTV）第10話・ゲスト
- 特別機動捜査隊 第348話「嵐の中の恋」（1968年、NET）

## NHK紅白歌合戦出場歴
| 年度/放送回               | 曲目             | 対戦相手 |
| ------------------------- | ---------------- | -------- |
| 1963年（昭和38年）/第14回 | りんごの花咲く町 | 三浦洸一 |